# Schistura sokolovi
 Schistura sokolovi és una espècie de peix de la família dels balitòrids i de l'ordre dels cipriniformes que es troba al Vietnam.
Els mascles poden assolir els 9,5 cm de longitud total.